# Ламмертинк, Стевен
Стевен Ламмертинк (нидерл. Steven Lammertink; род. 4 декабря 1993 в Энтере,  Нидерланды) — голландский профессиональный  шоссейный велогонщик. Младший брат велогонщика Мауритца Ламмертинка.

## Достижения
2014
1-й  - Чемпион Нидерландов - Индивидуальная гонка (U23)
2015
1-й  - Чемпион Европы - Индивидуальная гонка (U23)
1-й  - Чемпион Нидерландов - Индивидуальная гонка (U23)
1-й  - Тур Берлина (U23) - Генеральная классификация
1-й - Этап 2 (ИГ)
1-й - Этап 3 Le Triptyque des Monts et Châteaux
7-й Льеж — Бастонь — Льеж U23
2016
4-й - Чемпионат Нидерландов - Индивидуальная гонка